# Mikkel Kessler
Mikkel Kessler (født 1. marts 1979 i København) er en tidligere dansk professionel bokser med tilnavnet "The Viking Warrior" og tidligere to gange WBA & WBC Super-mellemvægt-mester. 
Kessler har været professionel bokser siden 20. marts 1998 og har en imponerende rekordliste på 46-3-0 (heraf er de 35 sejre på knockout). Han startede med at bokse i vægtklassen junior-mellemvægt, men er langsomt gledet op til super-mellemvægt (ikke over 76,204 kg). 1. februar 2015 annoncerede Mikkel Kessler, at han indstillede sin karriere som professionel bokser.

## Karriere

### Tidlig karriere
Kessler blev født af en engelskfødte mor, Ann Patricia Christiansen, fra Salisbury i Wiltshire og sin danske far Ole Kessler, der var medejer af Café Haraldsborg på Islands Brygge. Mikkel Kessler startede med at bokse i Christianshavns Idræts Klub som 13-årig, og han har stadig sine træningssessioner i CIK Boksnings lokaler i CIK Sportscenter på Christianshavn, hvor hans tidligere personlige træner Richard Olsen også har haft sin daglige gang siden 1960 (træner siden 1980). Richard Olsen har udtalt, at "Mikkel har en usigelig vilje til at lære, og det er i virkeligheden hans største talent." .
Kessler nåede at vinde junior-EM for amatører som 16-årig med en rekordliste på 44 vundne kampe ud af 47, inden han som 19-årig blev professionel. I sin amatør-karriere tabte Mikkel Kessler kun ni gange.

### WBA- og WBC-verdensmesterskab
Han opnåede at blive verdensmester i de to største bokseforbund, World Boxing Association (WBA) og World Boxing Council (WBC). Den første titel (WBA) hentede han den 12. november 2004 ved at besejre Manny Siaca på teknisk knockout, efter at landsmanden Mads Larsen meldte fra på grund af en skade. Kessler forsvarede herefter titlen første gang den 8. juni 2005 på udebane mod australske Anthony Mundine og igen, da han den 14. januar 2006 vandt over canadieren Eric Lucas, hvis træner opgav på sin boksers vegne, da han kastede håndklædet i ringen i 10. omgang. Denne kamp boksedes i Brøndby Hallen. Oprindeligt var det den anden danske bokser Mads Larsen, som skulle have haft kampen mod Manny Siaca, men han skadede sig selv under træningen, så kampen gik til Kessler.[kilde mangler] WBC-titlen kom i hus, da han den 14. oktober 2006 besejrede tyskeren Markus Beyer ved at slå ham knock-out i tredje omgang. Kessler forsvarede begge titler mod den amerikansk-bosatte mexicaner Librado Andrade 24. marts 2007 i Parken. Andrade formåede at gå alle 12 omgange mod Kessler uden at blive slået i gulvet på trods af et massivt og vedvarende pres. Kessler vandt således overlegent på point, 120-108 hos alle tre dommere.
Kessler har  også i sin karriere opnået at blive verdensmester hos det lille forbund International Boxing Association (IBA). IBA-titlen hentede Kessler, da han den 29. november 2002 i Falkoner Centret besejrede Dingaan Thobela på point efter 12 omgange. Kessler vandt overlegent på point med cifrene 120-108 hos alle tre dommere.

### Calzaghe
Den 3. november 2007, lidt over midnat dansk tid, satte Kessler sine to VM-titler på spil i håb om at vinde over den ubesejrede waliser Joe Calzaghe i dennes hjemby Cardiff på Millennium Stadium. Kampen blev bokset foran flere end 50.000 fans (dengang Danmarks største indendørs boksebegivenhed i europæisk historie). Calzaghe vandt kampen på point (117-111, 116-112, 116-112) via en enstemmig afgørelse, og Kessler måtte dermed afgive sine VM-titler. 

### Comeback
Den 21. juni 2008 gjorde Mikkel Kessler comeback, hvilket skete i Brøndby Hallen, hvor han kæmpede om WBA's ledige titel i super-mellemvægt – en titel der blev ledig, efter at den tidligere mester, australieren Anthony Mundine, besluttede  sig for at prøve en anden vægtklasse. Kessler har tidligere besejret Anthony Mundine om selvsamme WBA-titel. Kessler skulle op imod tyskeren Dimitri Sartison, som før kampen havde en rekordliste på 22 kampe med 22 sejre, heraf 14 på knockout. Kessler kontrollerede kampen næsten hele vejen; han blev dog rystet af et af Sartissons højrehook i 1. omgang. Men derefter kørte det igen for Kessler, og i 11. omgang havde han Sartisson til tælling; Sartisson kom op igen. Men i sidste minut af 12. omgang sendte Kessler Sartisson i gulvet igen, hvorpå kampleder Stanley Christodoulou gik ind og stoppede kampen. Kessler vandt dermed på knockout og kunne igen kalde sig WBA-verdensmester, da han generobrede den titel, han tabte til Joe Calzaghe i 2007. Da kampen blev stoppet, førte Kessler med pointene (110-98, 109-99, 109-99). Den 25. oktober 2008 slog Kessler tyskeren Danilo Häußler, hvilket skete med et venstre uppercut som fjerde slag i en serie i tredje runde. 

### Super Six
Efter sit comeback og titelforsvaret mod Gusmyl Perdomo, sikrede Mikkel Kessler sig deltagelse i bokseturneringen Super Six World Boxing Classic. Han startede turneringen den 21. november 2009 mod amerikaneren Andre Ward i en kamp, der endte med sejr til amerikaneren. Kampen blev stoppet i 11. runde på grund af cuts i Kesslers ansigt, der forårsagedes af, hvad der ansås for utilsigtede skaller af Ward. Kampen gik til scorecardsene, og Ward var langt foran med 98-92, 98-92, og 97-93, da kampen blev stoppet. Mange iagttagere var skuffede over Kesslers præstationer i forhold til Ward. Kessler tabte dermed sin WBA-titel.
Efter nederlaget fyrede Kessler sin mangeårige træner og mentor Richard Olsen, og i stedet ansattes den aldrende amerikanske træner Jimmy Montoya.
Dog skulle der ikke gå længe, før Mikkel Kessler igen kunne kalde sig verdensmester. I sin anden kamp i Super Six-turneringen vandt Kessler den 24. april 2010 efter 12 omgange over den hidtil ubesejrede britiske WBC-verdensmester Carl Froch. 
I sommeren 2010 måtte Kessler trække sig fra Super Six turneringen pga. en øjenskade.

### Andet comeback
Efter at hans lægestab godkendte, at han genoptog sin professionelle boksekarriere, gjorde Kessler comeback mod franskmanden Mehdi Bouadla i Parken i København. Kessler vandt kampen på teknisk knockout i 6. omgang. 
Herefter skulle der gå et år inden Kessler igen gik i ringen. Den 19. maj 2012 rykkede Kessler op i letsværvægt, hvor han mødte amerikaneren Allan Green. I første omgang røg Kessler for første gang i sin professionelle karriere i gulvet, men han tog revanche, da han kort inde i fjerde omkring med et hårdt venstre hook slog Allan Green i gulvet. Den gulvtur kom Green sig ikke over, og kamplederen stoppede omgående kampen. Kessler vandt ved denne lejlighed WBA's silver title champion.
Den 8. december 2012 mødte Kessler Brian Magee, som tidligere på dansk grund havde besejret både Mads Larsen og Rudy Markussen. Kampen blev dog kort og ensidig. Efter en stille første omgang røg Magee i gulvet to gange i anden omgang, begge gange efter hårde dybe slag fra Kessler, som også sendte mange hårde stød til Magees lever. 24 sekunder inde i tredje omgang røg Magee i gulvet for tredje gang, igen efter et dybt slag fra Kessler, og kamplederen vinkede kampen af. Kessler blev igen verdensmester hos WBA i supermellemvægt
D. 26. maj 2013 var Kessler i O2 Arena i London, hvor Carl Froch skulle have sin revanche. Det blev en tæt kamp, men efter 12 runders intens boksning, blev Carl Froch udråbt som vinder på point med dommerstemmerne 3-0 (115-113, 116-112 og 118-110).

## Andre aktiviteter
På Volbeat albummet Beyond Hell/Above Heaven har sangen "A Warrior's Call", der er dedikeret til Kessler, og som indeholder teksten "The Viking Warrior Mikkel Kessler". Sangen blev skrevet til Kessler da han bad bandet om at fremstille en ny sang til hans indmarch. Han havde tidligere brugt "Find that Soul" fra Guitar Gangsters & Cadillac Blood. Kessler synger ordene "Fight, Fight, Fight" efter hvert omkvæd. Sangen solgte senere guld i USA.
I 2019 deltog han i sæson 16 af Vild med dans. Han dansede med den professionelle danser Mille Funk. Parret endte på en 6. plads.

## Privat
Mikkel Kessler er søn af Ann Patricia Christiansen og lillebror til Linse Kessler, der er kendt for programmet Familien fra Bryggen.  
Han er gift med Lea Hvidt i Italien i 2018. Sammen har de børnene Romeo, Rosa-Lia og Helios.

## Statistik
| 46 Sejre (35 knockouts, 11 pointsejre), 3 Nederlag, 0 Uafgjorte |        |                        |      |         |            |                                                      |                                                                        |
| Res.                                                            | Rekord | Modstander             | Type | Rd.     | Dato       | Beliggenhed                                          | Noter                                                                  |
| Nederlag                                                        | 46-3   | Carl Froch             | UD   | 12      | 2013-05-25 | O2 Arena, London, England                            | Tabte WBA Supermellemvægt titlen.                                      |
| Sejr                                                            | 46-2   | Brian Magee            | TKO  | 3 (12)  | 2012-08-12 | Jyske Bank Boxen, Herning, Danmark                   | Vandt WBA Supermellemvægt titlen.                                      |
| Sejr                                                            | 45-2   | Allan Green            | KO   | 4 (12)  | 2012-19-05 | Parken, København, Danmark                           | Vandt ledig WBC Silver Letsværvægt titlen.                             |
| Sejr                                                            | 44-2   | Mehdi Bouadla          | TKO  | 6 (12)  | 2011-04-06 | Parken, København, Danmark                           | Vandt ledig WBO European Supermellemvægt titlen.                       |
| Sejr                                                            | 43-2   | Carl Froch             | UD   | 12      | 2010-24-04 | MCH Messecenter Herning, Herning, Danmark            | Vandt WBC Supermellemvægt titlen.                                      |
| Nederlag                                                        | 42-2   | Andre Ward             | TD   | 11 (12) | 2009-21-11 | Oracle Arena, Oakland, Californien, USA              | Tabte WBA Supermellemvægt titlen.                                      |
| Sejr                                                            | 42-1   | Gusmyl Perdomo         | TKO  | 4 (12)  | 2009-12-09 | MCH Messecenter Herning, Herning, Danmark            | Forsvarede sin WBA super mellemvægts titel.                            |
| Sejr                                                            | 41-1   | Danilo Haussler        | KO   | 3 (12)  | 2008-25-10 | Weser-Ems-Halle, Oldenburg, Tyskland                 | Forsvarede WBA Supermellemvægt titlen.                                 |
| Sejr                                                            | 40-1   | Dimitri Sartison       | KO   | 12      | 2008-21-06 | Brøndby Hallen, København, Danmark                   | Vandt ledig WBA Supermellemvægt titlen.                                |
| Nederlag                                                        | 39-1   | Joe Calzaghe           | UD   | 12      | 2007-03-11 | Millennium Stadium, Cardiff, Wales                   | Tabte WBA & WBC Supermellemvægt titlerne. For WBO & The Ring titlerne. |
| Sejr                                                            | 39-0   | Librado Andrade        | UD   | 12      | 2007-24-03 | Parken, København, Danmark                           | Forsvarede WBA & WBC Supermellemvægt titlerne.                         |
| Sejr                                                            | 38-0   | Markus Beyer           | KO   | 3 (12)  | 2006-14-10 | Parken, København, Danmark                           | Forsvarede WBA & vandt WBC Supermellemvægt titlen.                     |
| Sejr                                                            | 37-0   | Eric Lucas             | UD   | 12      | 2006-14-01 | Brøndby Hallen, København, Danmark                   | Forsvarede WBA Supermellemvægt titlen.                                 |
| Sejr                                                            | 36-0   | Anthony Mundine        | UD   | 12      | 2005-08-06 | Sydney Entertainment Centre, Sydney, Australien      | Forsvarede WBA Supermellemvægt titlen.                                 |
| Sejr                                                            | 35-0   | Manny Siaca            | RTD  | 7 (12)  | 2004-12-11 | Brøndby Hallen, København, Danmark                   | Vandt WBA Supermellemvægt titlen.                                      |
| Sejr                                                            | 34-0   | Andre Thysse           | TKO  | 11 (12) | 2004-11-06 | K.B. Hallen, København, Danmark                      | Forsvarede WBC International Supermellemvægt titlen.                   |
| Sejr                                                            | 33-0   | Julio Cesar Green      | KO   | 1 (12)  | 2004-13-03 | Brøndby Hallen, København, Danmark                   | Forsvarede WBC International Supermellemvægt titlen.                   |
| Sejr                                                            | 32-0   | Henry Porras           | TKO  | 9 (12)  | 2003-24-10 | K.B. Hallen, København, Danmark                      | Forsvarede WBC International Supermellemvægt titlen.                   |
| Sejr                                                            | 31-0   | Craig Cummings         | KO   | 3 (12)  | 2003-11-04 | K.B. Hallen, København, Danmark                      | Vandt ledig WBC International Supermellemvægt titlen                   |
| Sejr                                                            | 30-0   | Dingaan Thobela        | UD   | 12      | 2002-29-11 | Falconer Centret, København, Danmark                 | Vandt ledig IBA Supermellemvægt titlen.                                |
| Sejr                                                            | 29-0   | Dean Williams          | KO   | 1 (8)   | 2002-08-11 | Falconer Centret, København, Danmark                 |                                                                        |
| Sejr                                                            | 28-0   | Gerard Zdziarski       | TKO  | 8 (8)   | 2002-04-10 | Holbæk Stadion, Holbæk, Danmark                      |                                                                        |
| Sejr                                                            | 27-0   | Orlando Javier Acuna   | TKO  | 7 (8)   | 2002-24-05 | Aalborg Kongres og Kultur Center, Aalborg, Danmark   |                                                                        |
| Sejr                                                            | 26-0   | Arthur Allen           | TKO  | 6 (8)   | 2002-15-03 | Viborg Stadionhal, Viborg, Danmark                   |                                                                        |
| Sejr                                                            | 25-0   | Manny Sobral           | TKO  | 5 (8)   | 2002-08-02 | Falconer Centret,København, Danmark                  |                                                                        |
| Sejr                                                            | 24-0   | Fernando Hernandez     | TKO  | 2 (8)   | 2001-16-11 | Roskilde Hallerne, Roskilde, Danmark                 |                                                                        |
| Sejr                                                            | 23-0   | David Mendez           | UD   | 6       | 2001-13-10 | Parken, København, Danmark                           |                                                                        |
| Sejr                                                            | 22-0   | Rodrigues Moungo       | KO   | 4 (6)   | 2001-27-04 | Aalborghallen, Aalborg, Danmark                      |                                                                        |
| Sejr                                                            | 21-0   | Miguel Julio           | KO   | 3 (6)   | 2001-09-03 | K.B. Hallen, København, Danmark                      |                                                                        |
| Sejr                                                            | 20-0   | Patrick Rubes          | KO   | 2 (6)   | 2001-09-02 | Odense Idrætshal, Odense, Danmark                    |                                                                        |
| Sejr                                                            | 19-0   | Tony Menefee           | TKO  | 6 (6)   | 2000-01-09 | Kolding Hallen, Kolding, Danmark                     |                                                                        |
| Sejr                                                            | 18-0   | Kevin Hall             | KO   | 2 (6)   | 2000-28-04 | K.B. Hallen, København, Danmark                      |                                                                        |
| Sejr                                                            | 17-0   | Tom Younan             | KO   | 3 (6)   | 2000-31-03 | Esbjerg Stadionhal, Esbjerg, Danmark                 |                                                                        |
| Sejr                                                            | 16-0   | Israel Ponce           | KO   | 2 (6)   | 2000-04-03 | Mandalay Bay Resort & Casino, Las Vegas, Nevada, USA |                                                                        |
| Sejr                                                            | 15-0   | Charles Whittaker      | KO   | 2 (6)   | 2000-18-02 | Aalborghallen, Aalborg, Danmark                      |                                                                        |
| Sejr                                                            | 14-0   | Sidney Mxoli Msutu     | UD   | 6       | 2000-14-01 | Kolding Hallen, Kolding, Danmark                     |                                                                        |
| Sejr                                                            | 13-0   | Jean Paul D'Alessandro | UD   | 6       | 1999-04-05 | Cirkusbygningen, København, Danmark                  |                                                                        |
| Sejr                                                            | 12-0   | Jose Maquina Rojas     | KO   | 2 (6)   | 1999-16-04 | K.B. Hallen, København, Danmark                      |                                                                        |
| Sejr                                                            | 11-0   | Alejandro De Leon      | UD   | 6       | 1999-19-03 | Falconer Centret, København, Danmark                 |                                                                        |
| Sejr                                                            | 10-0   | Jaime Balboa           | KO   | 6       | 1999-12-02 | Falconer Centret, København, Danmark                 |                                                                        |
| Sejr                                                            | 9-0    | Dean Martin            | UD   | 6       | 1998-27-11 | Vejlby-Riskov Hallen, Århus, Danmark                 |                                                                        |
| Sejr                                                            | 8-0    | Anthony Ivory          | UD   | 6       | 1998-06-11 | K.B. Hallen, København, Danmark                      |                                                                        |
| Sejr                                                            | 7-0    | Edwin Murillo          | KO   | 2 (6)   | 1998-16-10 | Aalborghallen, Aalborg, Danmark                      |                                                                        |
| Sejr                                                            | 6-0    | Sammy Sparkman         | KO   | 1 (4)   | 1998-18-09 | Sundbyøster Hallen, København, Danmark               |                                                                        |
| Sejr                                                            | 5-0    | Terry Clark            | KO   | 1 (4)   | 1998-04-09 | K.B. Hallen, Kolding, Danmark                        |                                                                        |
| Sejr                                                            | 4-0    | Rick Stockton          | KO   | 1 (4)   | 1998-05-06 | Kolding Teater, København, Danmark                   |                                                                        |
| Sejr                                                            | 3-0    | Alex Lubo              | (UD  | 4       | 1998-01-05 | Kolding Teater, Kolding, Danmark                     |                                                                        |
| Sejr                                                            | 2-0    | Michael Corleone       | TKO  | 3 (4)   | 1998-03-04 | Holbæk Stadion, Holbæk, Danmark                      |                                                                        |
| Sejr                                                            | 1-0    | Kelly Mays             | KO   | 1 (4)   | 1998-20-03 | Vejlby-Riskov Hallen, Århus, Danmark                 | Professionel debut                                                     |

## Priser og hædersbevisninger
Ved Sport 2006-showet vandt Mikkel Kessler både Jyllands-Postens og Danmarks Idræts-Forbunds Elitepris, Årets sportsnavn, og BTs Guld. Ud over at Mikkel Kessler har tilnavnet "The Viking Warrior", kaldes han også "Hitman" (som bokselegenden Thomas Hearns) og "Simply the Best".
I 2007 blev han af læserne af det homoseksuelle livsstilsmagasin Frankly Magazine kåret som Årets mand.
Mikkel Kessler blev den 4. januar 2020 optaget som det 35. medlem i Sportens Hall of Fame.